# Scabbard
Scabbard (česky pochva) je česká death metalová kapela založená roku 1992 v obci Spytihněv (Zlínský kraj). Debutní LP kapela vydala v roce 1996.

## Historie
Kapela Scabbard ze Spytihněvi ve Zlínském kraji byla aktivní v letech 1992–2000. Za tu dobu vydala tři demonahrávky – Soudný den (1992), Nonsense War (1993) a Better to Die (1994) a dvě studiová alba. První s názvem Beginning of Extinction bylo nahráno ve studiu Exponent ve slovenském Hlohovci a vydáno v roce 1996 firmou Deathvastation Productions. Druhé LP Extended Mirror vyšlo v roce 1999 u české firmy Sheer Records. Kapela odehrála celou řadu koncertů v ČR, Německu, Rakousku, Švýcarsku a na Slovensku.
K opětovnému vzkříšení Scabbard došlo v roce 2017, kdy začala hrát v tříčlenné sestavě – dva původní členy Aleše Varmužu (baskytara, zpěv) a Daniela Slezáka (bicí) doplnil Tomáš Král (ex Fakultura).
Na podzim 2019 nahrála kapela první videoklip ke skladbě "Zabil svou duši". V lednu 2020 bylo ve studiu Shaark v Bzenci nahráno třetí studiové album V říši zla, které na jaře 2020 vyšlo u Slovak Metal Army. 
Na jaře 2020 vyšly u čínské firmy Awakening Records reedice prvních dvou alb a dema Nonsence War + Better to Die.
V září 2020 usedá za bicí Alan Vičánek.

## Současná sestava
- Aleš Varmuža – baskytara, vokály
- Libor Vaškových – kytara, vokály
- Marek Čepica - kytara,
- Alan Vičánek – bicí

## Diskografie

### Dema
- Soudný den (1992)
- Nonsense War (1993)
- Better to Die (1994)[1]

### Studiová alba
- Beginning of Extinction (1996)[2]
- Extended Mirror (1999)
- V říši zla (2020)

### Další nahrávky
- Wretched People in the Real World (1994) – 6-way split společně s kapelami Mediterranean, Melancholy Pessimism, Protest, Dehydrated a Depresy

### Videoklipy
- Zabil svou duši (2019)
- John Wayne Gacy (2020)